# Hydriomena fulvoundata
Hydriomena fulvoundata là một loài bướm đêm trong họ Geometridae.